# Clément V4
Die Clément V4 (1902) war ein Rennmotorrad des französischen Erfinders Adolphe Clément. Sie gilt, neben der Griffon V2 (1902),  als eines der ersten mehrzylindrigen Rennmotorräder der Welt.

## Entwicklung und Technik
Gustave-Adolphe Clément, der bereits 1902 einen ersten kleinen Einzylindermotor mit 142 cm³ entwickelte, fiel, so Rey und Louis, „von einem Extrem ins andere.“ Um an Rundstreckenrennen erfolgreich teilzunehmen, entwickelte Clément im gleichen Jahr ein Vierzylinder V-Motor mit 1200 cm³ (weitere technische Daten sind nicht bekannt); dazu wurden zwei V-Motoren gekoppelt. Die Maschine soll eine Geschwindigkeit von 113 km/h bzw. 115 km/h erreicht haben. Ein Vergaser sorgte für die Gemischbildung, gezündet wurde mit Batterie und Zündspule, die Primär- und Sekundär-Kraftübertragung übernahm eine Kette. Der Erfolg blieb offensichtlich aus; später wurde der Motor für Trainingszwecke in ein Schrittmachermotorrad eingebaut.